# Villa Martelli
Villa Martelli è una località del partido di Vicente López, nella provincia di Buenos Aires.

## Geografia
Villa Martelli è situata a 15 km a nord-ovest del centro di Buenos Aires. La località è situata nella parte nord-ovest dell'area metropolitana bonaerense.

## Storia
L'insediamento fu fondato ufficialmente il 6 maggio 1910 e ottenne lo status di città il 27 luglio 1964.
Nel 1988 la caserma di Villa Martelli fu teatro del terzo ammutinamento carapintada guidato dal colonnello Mohamed Alí Seineldín.

## Monumenti e luoghi d'interesse
- Tecnópolis, un'enorme esposizione permanente dedicata alla scienza, alla tecnologia, all'arte e l'industria. È stata inaugurata dalla presidente argentina Cristina Fernández de Kirchner il 14 luglio 2011.

## Infrastrutture e trasporti
La principale via d'accesso è l'avenida General Paz, la grande arteria autostradale che separa Villa Martelli e la conurbazione bonaerense dalla città di Buenos Aires.